# Kazuaki Yoshida
Pour les articles homonymes, voir Yoshida.
Kazuaki Yoshida (en japonais, 吉田 和晃 Yoshida Kazuaki), né le 31 octobre 1987 dans la préfecture de Hyōgo, est un athlète japonais, spécialiste du 400 mètres haies.
Sa meilleure performance de 49 s 45 a été réalisée à Berlin le 15 août 2009, à l'occasion des Championnats du monde d'athlétisme, où il atteint les demi-finales. Il réédite ce temps de 49 s 45 à Osaka le 29 juin 2014.

## Palmarès
| Date | Compétition         | Lieu     | Résultat | Épreuve     | Temps         |
| ---- | ------------------- | -------- | -------- | ----------- | ------------- |
| 2009 | Universiade         | Belgrade | 2e       | 400 m haies | 49 s 78       |
| 2009 | Universiade         | Belgrade | 3e       | 4 x 400 m   | 3 min 06 s 46 |
| 2015 | Championnats d'Asie | Wuhan    | 3e       | 400 m haies | 49 s 95       |